# Кизилбулак (Росія)
Кизилбула́к (рос. Кызылбулак) — селище у складі Акбулацького району Оренбурзької області, Росія.

## Населення
Населення — 80 осіб (2010; 168 у 2002).
Національний склад (станом на 2002 рік):
- казахи — 71 %